# أواهو (هاواي)

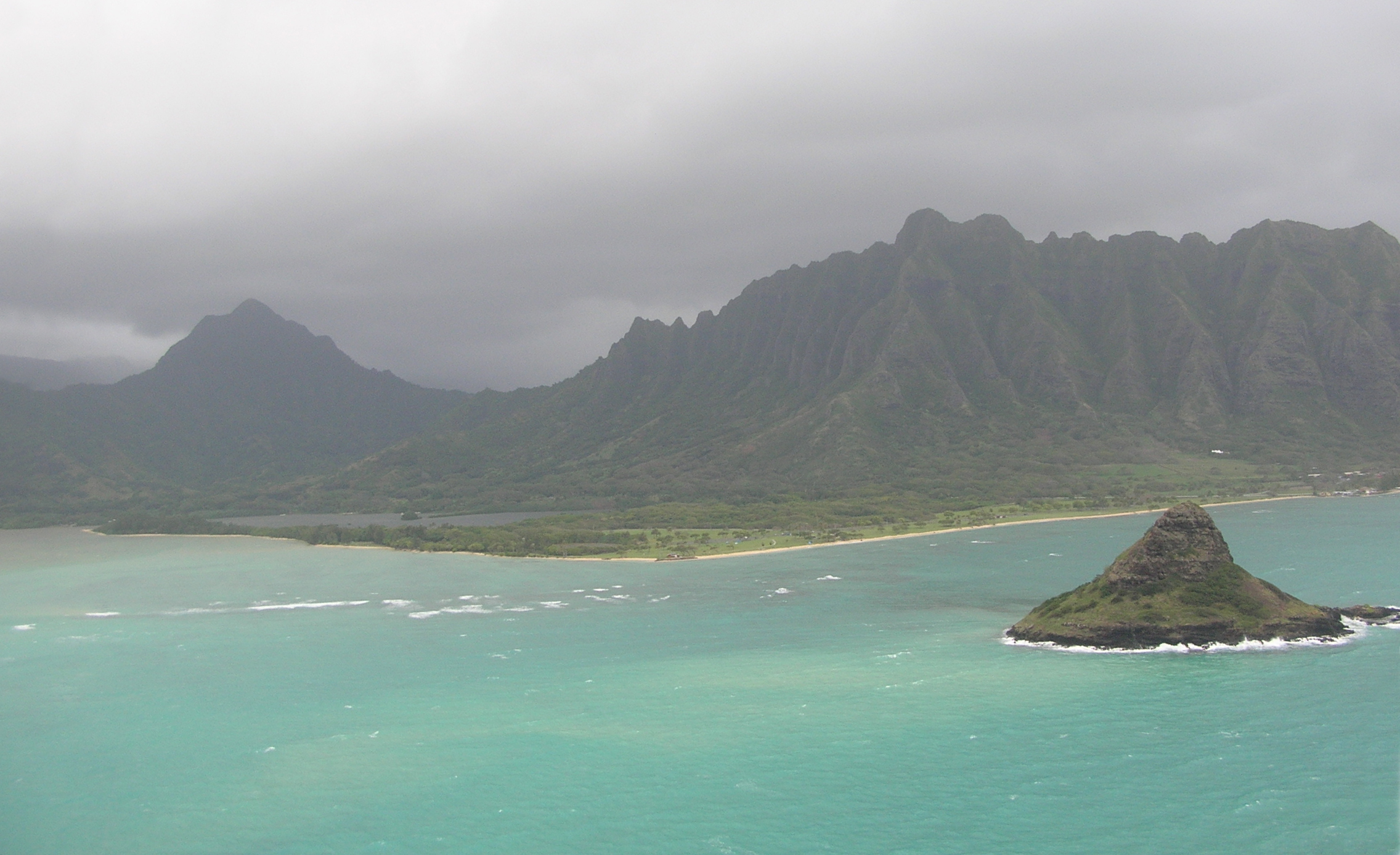
الشاطئ

أواهو هي إحدى كبرى جزر ولاية هاواي الأمريكية. باللغة الهاوائية، "Oahu" تعني «المكان المتراكم».
تبلغ مساحة الجزيرة 1,545.4 كيلومتر مربع، تعد الجزيرة من أجمل الجزر المصنفة عالمياً.
تمتماز الجزيرة بالمناخ المعتدل صيفاً مع أمطار خفيفة ويعود اعتدال جوها إلى وقوعها في منطقة مرتفعة، وهي مرتفعات خضرء جميلة لقربها من خط الاستواء تنتشر بها مراعي الماعز والبقر (جهة الجنوب) ومن الجهة الأخرى للجبال توجد أشجار الموز وجوز الهند والمانجو والرمان والتوت والأنناس بكثرة.
تعد الجزيرة ملقى نظر الأثرياء والسياح ومنتجي الأفلام والمسلسلات، تم على متنها إنتاج أشهر الأفلام Jurassic Park حديقة جوراسيه والمسلسل الشهير Lost لوست.

## أعلام
- ماسون هو
- جين ستانفورد
- بيترو وايت
- جون بالمر باركر
- كاتلين دوغاتي
- مابل ألفاريز
- ألكسندر آدامز
- بيتر مون
- جيمي أوبراين
- رولف أرمسترونغ